# Пертенго
Пертѐнго (на италиански: Pertengo; на пиемонтски: Partengh, Партенг) е село и община в Северна Италия, провинция Верчели, регион Пиемонт. Разположено е на 122 m надморска височина. Населението на общината е 332 души (към 2010 г.).